# Lijst van burgemeesters van Leersum
Dit is een lijst van burgemeesters van de voormalige Nederlandse gemeente Leersum tot deze gemeente op 1 januari 2006 opging in de nieuwe gemeente Utrechtse Heuvelrug.
| Ambtsperiode | Naam burgemeester | Partij of stroming | Bijzonderheden |
| ------------ | --- | ------------------ | --- |
| ??           | ?? |                    | |
| 18?? - 1850  | Johannes Willem Antonie Immink (1800-1866) |                    | tevens tijdens (deel van?) die periode burgemeester van Amerongen                                                                                                 |
| 1850 - 1852  | H. Vos |                    | tevens burgemeester van Amerongen en Darthuizen |
| 1852 - 1855  | Eduard Alexander Sandbrink |                    | tevens burgemeester van Amerongen en Darthuizen |
| 1855 - 1864  | Cornelis Farret |                    | tevens burgemeester van Amerongen en Darthuizen (in 1857 opgegaan in Leersum), eerder burgemeester van Vinkeveen en Waverveen, later burgemeester van Stad Almelo |
| 1865 - 1867  | D. Fontein Fz. |                    | tevens burgemeester van Amerongen |
| 1868 - 1874  | Theodoor Philip baron Mackay |                    | tevens burgemeester van Amerongen, later burgemeester van Winterswijk                                                                                             |
| 1874 - 1877  | C.J.M. Dijkmans |                    | tevens burgemeester van Amerongen |
| 1877 - 1913  | H. Spruyt |                    | tevens burgemeester van Amerongen |
| 1913         | Maarten Iman (M.I.) ridder Pauw van Wieldrecht                                                                                                |                    | |
| 1913 - 1944  | Jhr. Hendrik (H.) van den Bosch |                    | vanaf 1921 tevens burgemeester van Amerongen |
| 1944         | G.G. van der Grift |                    | waarnemend, tevens waarnemend burgemeester van Amerongen |
| 1944 - 1945  | F.M.P.C. de Boer |                    | eerst waarnemend, tevens (waarnemend) burgemeester van Amerongen                                                                                                  |
| 1945 - 1946  | Jhr. H. van den Bosch |                    | tevens burgemeester van Amerongen |
| 1946 - 1964  | Wijtze (W.) Martens in 1961 tijdelijk vervangen door Guus (G.A.W.C.) baron van Hemert tot Dingshof en Jhr. mr. L.H.N.F.M. Bosch van Rosenthal |                    | tevens burgemeester van Amerongen van 1946 tot 1962 |
| 1964 - 1975  | Mr. Tine (C.M.) s'Jacob-des Bouvrie | VVD                | tweede vrouwelijke burgemeester van Nederland |
| 1975 - 1981  | Hans (H.) Goudsmit | VVD                | |
| 1981 - 1989  | Mr. Fred (G.J.) de Graaf | VVD                | |
| 1989 - 2006  | mr. Cokkie (C.F.) Feith-Hooijer | VVD                | |